# Avenio
Cet article concerne le nom antique d'Avignon. Pour le tramway, voir Siemens Avenio.
Avenio est le nom antique de la ville d'Avignon. Elle est attestée dès le Ier siècle av. J.-C. sous une forme hellénisée Aouen(n)ion.

## Toponymie
Le nom de la ville est attesté au Ier siècle av. J.-C. La première mention d'Avignon (Aouen(n)ion) a été faite par Artémidore d'Éphèse. Si son ouvrage, « La Périple », est perdu, il est connu par l'abrégé qu'en fit Marcien d'Héraclée et les Ethniques, dictionnaire des noms des villes que fit Étienne de Byzance en se basant sur cet écrit. Il y indique : 

« Ville de Massalia (Marseille), près du Rhône, le nom ethnique (le nom des habitants) est Avenionsios (Avenionensis) selon la dénomination locale (en latin) et Auenionitès selon l'expression grecque. »

Ensuite la ville est citée sous la forme Avenio au Ier siècle ap. J.-C, Avennion colonia au IIe siècle., puis civitas Avenione au IVe siècle.
Le toponyme remonte à un pré-latin *ab-ēn suivi du suffixe gaulois et latin -(i)onem. Le thème indo-européen *ab / *ap de genre animé désignait « les eaux » en tant qu'êtres qui agissent et par la suite, en tant que forces naturelles de caractère religieux. Ce thème indo-européen se retrouve dans les langues celtiques (cf. gaulois abona, abu- « rivière », breton aven « rivière ») et probablement en ligure, langue considérée comme indo-européenne proche du celtique. Cette étymologie est appuyée par la présence de deux rivières : le Rhône et la Durance, rivière dite « capricieuse » et autrefois redoutée pour ses crues.
Une autre possibilité d'interprétation existe par un nom de personne latin Avennius, dérivé d’Avius, suivi du suffixe de présence -onem.

## Histoire
Simple emporion grec fondé par les Phocéens de Marseille vers 539 av. J.-C., c'est au cours du IVe siècle av. J.-C. que les Massaliotes commencèrent à signer des traités d'alliance avec quelques villes de la vallée du Rhône dont Avignon et Cavaillon
À partir de -500 av. J.-C., la ville s'étend autour de l'oppidum bâti sur le Rocher. Elle est occupée par le peuple celto-ligure des Cavares dont elle devient par la suite la capitale. Strabon la cite parmi les places importantes des Cavares.

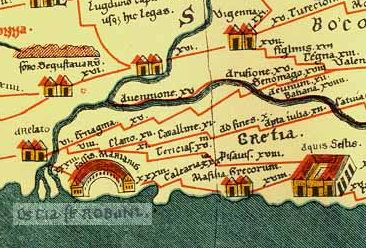
Avenio sur la Table de Peutinger

C'est probablement de cette période que date l'une des rares inscriptions puniques connues en France. En 1897, des fouilles au quartier Champfleury, ont permis de découvrir à quatre mètres de profondeur, gravée sur du schiste ardoisé, une stèle funéraire qui avait sans doute été réalisée sur place, ce matériau étant inconnu à Carthage. Déposée au musée Borély de Marseille, elle a été traduite par Mayer Lambert.

« Tombeau de Zayqebat, la prêtresse de la Grande Dame… fille de…
Abdechmoun, fils de Baaljaton, fils de Abdechmoun, femme de Baalhanno, fonctionnaire des dieux, fils de Abdelmequart, fils de Himilkal, fils de Abdechmoun.
Ne pas [ouvrir ce tombeau]. »

Un siècle plus tard, Avignon fait partie de la « région des Massaliotes ». ou du « pays de Massalia »
Fortifiée sur son rocher, la cité devient par la suite et resta longtemps la capitale des Cavares. Strabon, le géographe grec, parle d'elle comme l’une des plus importantes villes de la région. Un trésor d'oboles massaliotes, daté du IIe siècle av. J.-C. a été mis au jour en 1824 lors du creusement des fondations de l'Opéra sur la place de l'Horloge. C'est à cette même époque que le monnayage avignonnais imite celui de Massalia. Sur un côté est frappée la tête d'Apollon, sur l'autre une roue ou un sanglier surmontant les lettres A. O. Y. E., abréviation d'Aouenion.
En 125 av. J.-C., les Marseillais, aux prises avec les Salyens, font appel à leurs alliés romains. Ces derniers détruisent l'oppidum d'Entremont, capitale des Salyens, (au sud de laquelle ils fonderont la ville d'Aqua sextiae, Aix-en-Provence) et s'emparent des cités proches, en 121 av. J.-C., les Cavares d'Aouen(n)nion se rendent pratiquement sans résistance.
À l'arrivée des légions romaines vers 120 av. J.-C., les Cavares, alliés des Massaliotes, deviennent ceux de Rome.

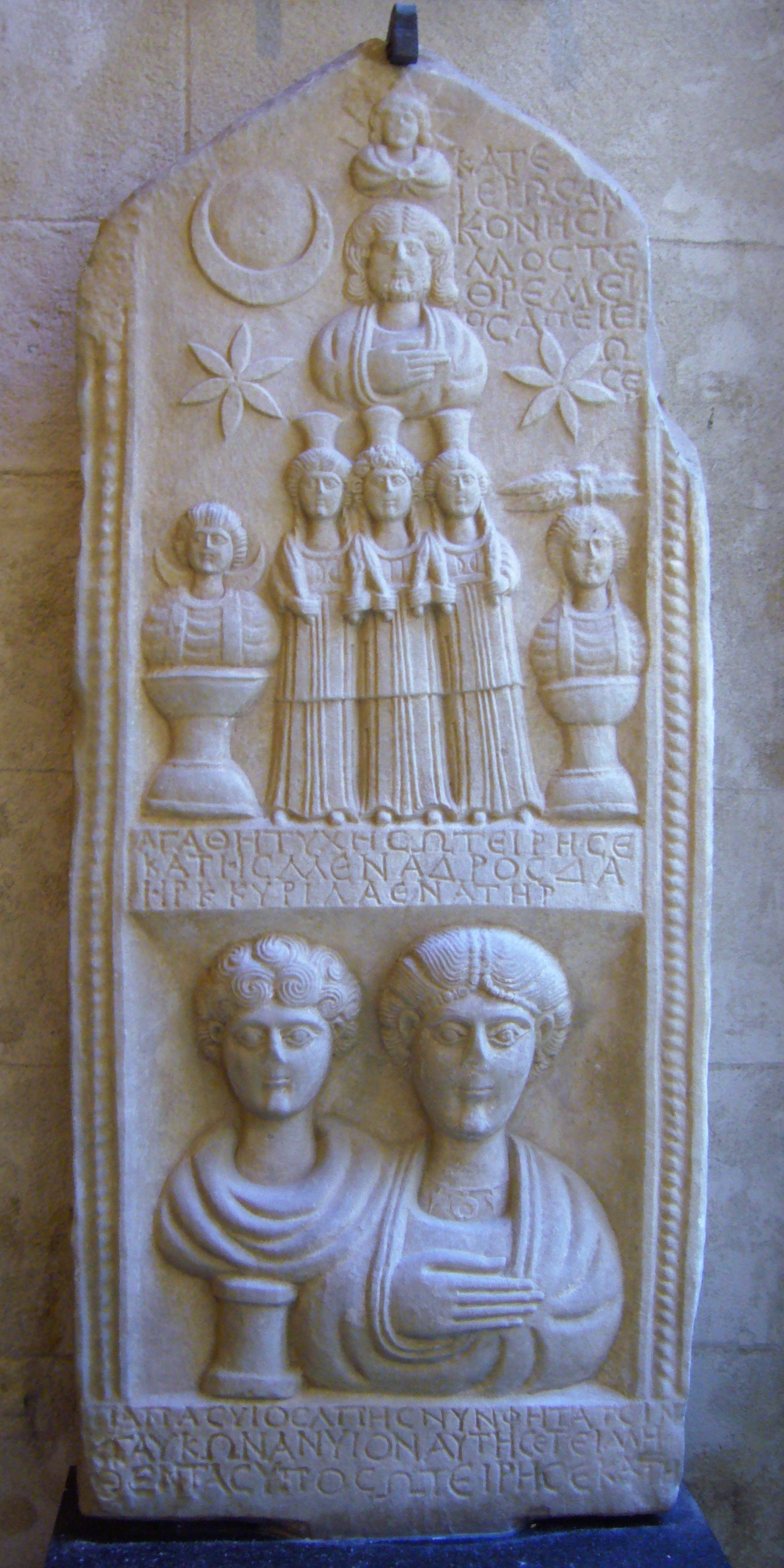
Stèle grecque en provenance d'Avignon, Musée lapidaire

Passée sous domination de l'Empire romain, Aouenion devient Avennio et fait maintenant partie de la Gaule Narbonnaise (118 av. J.-C.), qui s'étend des Alpes aux Pyrénées et dont la capitale est Narbonne. Avennio devient une cité de droit latin en 49 av. J.-C. Pomponius Mela la place parmi les villes les plus florissantes de la province. Puis elle fait partie de la 2e Viennoise.
Avignon reste « ville fédérée » de Marseille jusqu'à la conquête de la cité phocéenne par C. Trébonius et Décimus Junius Brutus, lieutenants de César, en 49 av. J.-C, elle devient alors  une cité de droit latin. Elle acquiert le statut de colonie latine en 43 av. J.-C.. Pomponius Mela la place parmi les villes les plus florissantes de la province.
Des remparts sont construits autour de la ville dès le Ier siècle (les Romains, lancés à la conquête de la Gaule, font d'Avignon une ville fortifiée), la ville couvre alors 46 hectares et a une population de près de 25 000 habitants. Le forum romain est sur l’actuelle place de l'Horloge.
Au cours des années 121 et 122, l’empereur Hadrien séjourne dans la Provincia où il visite Vaison, Orange, Apt et Avignon. Il accorde à cette dernière cité le statut de colonie romaine : « Colonia Julia Hadriana Avenniensis » et ses citoyens sont inscrits dans la tribu.
À la suite du passage de Maximien Hercule, qui allait combattre les Bagaudes, paysans gaulois révoltés, un premier pont en bois est construit sur le Rhône et unit Avignon à la rive droite. Il a été daté par dendrochronologie de l'an 290. Au IIIe siècle, il existe une petite communauté chrétienne hors les murs autour de ce qui deviendra l’abbaye Saint-Ruf.
En 333, l'anonyme de Bordeaux en route vers Jérusalem s'y arrête. Il note sur son itinéraire : Civitas Auenione, attestant ainsi du statut de la ville.

## Vestiges antiques
À Avignon, il ne reste que très peu de monuments visibles de cette époque. Pourtant le sous-sol regorge de vestiges. Avignon est fortifiée, et comme toutes les villes romaines, elle est dotée de nombreux monuments : temple, curie, arc de triomphe. Même si Avignon n'a pas le rayonnement de Arles ou Nîmes, c'est un centre religieux, administratif et commercial important. La proximité de la Via Agrippa, une des grandes voies romaines, lui assure déjà une certaine renommée.
En 1835, dans ses Notes d'un voyage dans le midi de la France, Prosper Mérimée mentionne déjà les restes romains situés au pied du Palais des Papes (actuelle rue de la Peyrollerie) ; il raconte également qu'en 1825 a été découvert « sur la place de l'Hôtel-de-Ville, le soubassement d'un vaste édifice construit à grand appareil, et qui, par sa disposition, paraissait avoir été une maison de bains », aussitôt comblé par le préfet de Vaucluse Élysée de Suleau. On retrouve enfin une suite d'arcades et les restes du forum (actuelles rue Saint-Etienne et des Grottes).